# Qendër Bilisht
Qendër Bilisht è una frazione del comune di Devoll in Albania (prefettura di Coriza), è situata a 9 km dal confine con la Grecia.
Fino alla riforma amministrativa del 2015 era comune autonomo, dopo la riforma è stato accorpato, insieme agli ex-comuni di Bilisht, Hoçisht, Miras e Progër a costituire la municipalità di Devoll.

## Località
Il comune era formato dall'insieme delle seguenti località:
- Bitcke
- Tren
- Buzliqen
- Vernik
- Vishocice
- Kuc
- Poloske
- Kapshtice
- Trestenik
- Kuril